# 1553
Il 1553 (MDLIII in numeri romani) è un anno  del XVI secolo.

## Eventi
- 27 ottobre – A Ginevra viene condannato a morte ed arso sul rogo Michele Serveto.
- Si affaccia nel Christiani restitutio di Michele Serveto una primitiva ipotesi della piccola circolazione.
- Una nuova missione gesuita giunge a Mbanza.
- Prima battaglia di Kawanakajima.

## Nati

### Gennaio
- 20 gennaio - Bernardino de Cárdenas y Portugal, diplomatico spagnolo († 1601)

### Febbraio
- 4 febbraio - Mōri Terumoto, militare giapponese († 1625)
- 8 febbraio - Marija Fëdorovna Nagaja,  russa

### Marzo
- 4 marzo - Giovanni Battista Bassano, pittore italiano († 1613)
- 19 marzo - Anna de' Medici, nobile italiana († 1553)
- 29 marzo - Vikentios Kornaros, poeta greco

### Aprile
- 1º aprile - Celso Cittadini, grammatico e filologo italiano († 1627)
- 10 aprile - Niccolò Orlandini, gesuita, storico e umanista italiano († 1606)
- 13 aprile - Maddalena Campiglia, poetessa italiana († 1595)
- 23 aprile - Giorgio Centurione, doge († 1629)
- 29 aprile - Alberto Federico di Prussia, nobile prussiano († 1618)
- 29 aprile - Hakim Mirza, principe indiano († 1585)
- 30 aprile - Luisa di Lorena-Vaudémont, regina († 1601)

### Maggio
- 14 maggio - Margherita di Valois, regina francese († 1615)

### Giugno
- 5 giugno - Bernardino Baldi, matematico e poeta italiano († 1617)
- 6 giugno - Ettore Thesorieri, notaio italiano († 1638)
- 15 giugno - Ernesto d'Austria, nobile austriaco († 1595)

### Luglio
- 15 luglio - Johann Schweikhard von Kronberg, nobile e arcivescovo cattolico tedesco († 1626)
- 23 luglio - Francesca Turini Bufalini, poetessa italiana († 1641)
- 25 luglio - Paolo Gualdo, prete e letterato italiano († 1621)

### Settembre
- 26 settembre - Nicolò Contarini, doge († 1631)

### Ottobre
- 3 ottobre - Antonius Walaeus, predicatore e teologo olandese († 1639)
- 8 ottobre - Jacques-Auguste de Thou, magistrato, storico e scrittore francese († 1617)
- 18 ottobre - Antonio Maria Gallo, cardinale e vescovo cattolico italiano († 1620)
- 18 ottobre - Luca Marenzio, compositore, cantore e liutista italiano († 1599)

### Novembre
- 2 novembre - Maddalena di Jülich-Kleve-Berg, principessa († 1633)
- 12 novembre - Simone Moschino, scultore e architetto italiano († 1610)
- 16 novembre - Cornelio Frangipane il Giovane, giurista, astrologo e poeta italiano († 1643)
- 21 novembre - Filippo Luigi I di Hanau-Münzenberg,  tedesco († 1580)
- 23 novembre - Prospero Alpini, medico e botanico italiano († 1616)

### Dicembre
- 13 dicembre - Enrico IV di Francia, re († 1610)

### Senza giorno specificato
- Cherubino Alberti, pittore e incisore italiano († 1615)
- Amago Katsuhisa, militare giapponese († 1578)
- Pietro Campori, cardinale e vescovo cattolico italiano († 1643)
- Andronico Cantacuzino, banchiere e diplomatico greco († 1601)
- Cristoforo Diana, pittore italiano († 1636)
- Johannes Eccard, compositore tedesco († 1611)
- Ambrogio Figino, pittore italiano († 1608)
- Agostino Galamini, cardinale e vescovo cattolico italiano († 1639)
- Achille Ginnasi, presbitero italiano († 1594)
- Giovanni Pietro Gnocchi, pittore italiano († 1609)
- Giordano Gonzaga, nobile († 1614)
- Niccolò Granello, pittore italiano († 1593)
- Grazio Maria Grazi, scrittore italiano
- Hirate Hirohide, militare giapponese († 1572)
- Hori Hidemasa, militare giapponese († 1590)
- Bernardino Malpizzi, pittore italiano († 1623)
- Serafino Malpizzi, pittore e incisore italiano († 1623)
- Pedro Manrique de Lara, arcivescovo cattolico e teologo spagnolo († 1615)
- Beatrice Michiel, nobildonna italiana († 1613)
- Anthony Munday, drammaturgo e poeta inglese († 1633)
- Giulio Negrone, gesuita e scrittore italiano († 1625)
- Juan Pantoja de la Cruz, pittore spagnolo († 1608)
- Tiburzio Passarotti, pittore italiano († 1612)
- Giangiacomo Pigari, poeta, scrittore e giurista italiano
- Juan Alonso Pimentel de Herrera, nobile spagnolo († 1621)
- Francisco Gómez de Sandoval y Rojas, politico e cardinale spagnolo († 1625)
- Giulio Sirenio, filosofo, teologo e religioso italiano († 1593)
- Ridolfo Sirigatti, scultore e pittore italiano († 1608)
- Smeraldo Smeraldi, ingegnere e cartografo italiano († 1634)
- Scipione Tolomei, letterato e scrittore italiano († 1630)
- Luca Valerio, matematico italiano († 1618)
- Hieronymus Wierix, incisore e disegnatore fiammingo († 1619)
- Aloisia de Luna, nobildonna italiana († 1620)
- César de Notre-Dame, scrittore e pittore francese († 1629)
- Pierre de Lancre, magistrato francese († 1631)
- Giuseppe de Rubeis, arcivescovo cattolico italiano († 1610)
- Maria di Clèves, nobile francese († 1574)
- Leonora Álvarez de Toledo, nobildonna spagnola († 1576)
- Ōkubo Tadachika, militare giapponese († 1628)

## Morti

### Febbraio
- 4 febbraio - Caspar Othmayr, compositore tedesco (n. 1515)
- 6 febbraio - Ernesto di Baden-Durlach, nobile tedesco (n. 1482)
- 8 febbraio - Giovanni Ernesto di Sassonia-Coburgo, nobile tedesco (n. 1521)
- 19 febbraio - Erasmus Reinhold, astronomo e matematico tedesco (n. 1511)
- 22 febbraio - Pedro Álvarez de Toledo y Zúñiga, marchese (n. 1484)
- 25 febbraio - Hirate Masahide, militare giapponese (n. 1492)

### Marzo
- 18 marzo - Václav Hájek z Libočan, scrittore boemo
- 19 marzo - Ludovico Cati, giurista, ambasciatore e politico italiano (n. 1490)
- 23 marzo - Nagao Harukage, militare giapponese (n. 1509)

### Aprile
- 9 aprile - François Rabelais, scrittore, umanista e medico francese

### Maggio
- 5 maggio - Erasmus Alberus, umanista, teologo e poeta tedesco
- 7 maggio - Marco Antonio Campeggi, vescovo cattolico italiano
- 13 maggio - Johannes Aepinus, teologo tedesco (n. 1499)
- 20 maggio - Christoph Wertwein, vescovo cattolico austriaco (n. 1512)
- 22 maggio - Giovanni Bernardi, incisore, medaglista e orafo italiano (n. 1494)
- 23 maggio - Francesco Donà, doge (n. 1468)

### Giugno
- 5 giugno - Galeazzo di Tarsia, poeta italiano
- 15 giugno - Ricciarda Malaspina, sovrana italiana (n. 1497)
- 22 giugno - Girolamo Marini, architetto italiano
- 26 giugno - Dmitrij Ivanovič di Russia,  russo (n. 1552)
- 27 giugno - Egnazio, filologo italiano (n. 1478)

### Luglio
- 1º luglio - Giulio Boiardo, nobile
- 6 luglio - Edoardo VI d'Inghilterra, re britannico (n. 1537)
- 11 luglio - Maurizio I, Elettore di Sassonia, duca tedesco (n. 1521)
- 15 luglio - Francesco di Waldeck, vescovo cattolico tedesco (n. 1491)
- 16 luglio - Bernardino Maffei, cardinale e arcivescovo cattolico italiano (n. 1514)
- 18 luglio - Orazio Farnese, nobile italiano (n. 1532)

### Agosto
- 1º agosto - Anna de' Medici, nobile italiana (n. 1553)
- 6 agosto - Girolamo Fracastoro, medico, filosofo e astronomo italiano (n. 1476)
- 16 agosto - Giovita Ravizza, grammatico e letterato italiano (n. 1476)
- 17 agosto - Carlo II di Savoia, nobile (n. 1486)
- 19 agosto - Francesco Beccuti, poeta italiano (n. 1509)
- 22 agosto - John Dudley, I duca di Northumberland, politico, generale e ammiraglio inglese (n. 1504)
- 22 agosto - Juan de Urbieta, militare spagnolo
- 30 agosto - Shimazu Sanehisa, militare giapponese (n. 1512)

### Settembre
- 5 settembre - Giovanni Moglio, religioso, insegnante e predicatore italiano
- 6 settembre - Juan de Homedes, militare spagnolo
- 18 settembre - Andō Kiyosue, militare giapponese (n. 1514)

### Ottobre
- 6 ottobre - Şehzade Mustafa, principe ottomano (n. 1516)
- 15 ottobre - Giovanni II Ventimiglia, nobile, politico e militare italiano
- 16 ottobre - Lucas Cranach il Vecchio, pittore e incisore tedesco (n. 1472)
- 17 ottobre - Giorgio III di Anhalt-Dessau, nobile tedesco (n. 1507)
- 19 ottobre - Bonifacio Veronese, pittore italiano (n. 1487)
- 27 ottobre - Michele Serveto, teologo, umanista e medico spagnolo (n. 1511)
- 28 ottobre - Giovanni Salviati, cardinale e vescovo cattolico italiano (n. 1490)
- 30 ottobre - João de Castilho, architetto spagnolo (n. 1470)
- 30 ottobre - Jacob Sturm von Sturmeck, politico tedesco (n. 1489)

### Novembre
- 8 novembre - Ambrogio Catarino Politi, giurista, teologo e arcivescovo cattolico italiano (n. 1484)
- 21 novembre - Ashina Morikiyo, militare giapponese (n. 1490)
- 23 novembre - Sebastiano Antonio Pighini, cardinale e arcivescovo cattolico italiano (n. 1500)
- 27 novembre - Şehzade Cihangir, principe ottomano (n. 1531)

### Dicembre
- 4 dicembre - Annibale Lucio, poeta e drammaturgo croato
- 10 dicembre - Giovanni Domenico de Cupis, cardinale e vescovo cattolico italiano (n. 1493)
- 21 dicembre - Sinan Pascià, ammiraglio ottomano
- 25 dicembre - Pedro de Valdivia,  spagnolo (n. 1497)

### Senza giorno specificato
- Pierino da Vinci, scultore italiano
- Cornelis Anthonisz, pittore olandese (n. 1499)
- Luisa Borgia, nobile italiana (n. 1500)
- Duarte Coelho Pereira, militare e politico portoghese (n. 1485)
- Domenica del Paradiso, religiosa italiana (n. 1473)
- Mateo Flecha il Vecchio, compositore spagnolo (n. 1481)
- Francesco Fusconi, medico italiano
- Giampietrino, pittore italiano
- Rodolfo Gonzaga, conte di Poviglio, nobile italiano
- Anselmo Guazzi, pittore italiano
- Wolf Huber, pittore, disegnatore e architetto austriaco
- Gilles Le Breton, architetto francese
- Lorenzo Malaspina, nobile italiano
- Latino Giovenale Manetti, poeta italiano (n. 1486)
- Achille Marozzo, schermidore italiano (n. 1484)
- Jean Martin, scrittore francese
- Cristóbal de Morales, compositore spagnolo (n. 1500)
- Hernán Núñez, latinista, grecista e umanista spagnolo (n. 1475)
- Camillo Pardo Orsini, conte italiano (n. 1488)
- Mattio Rampollini, compositore italiano (n. 1497)
- Francesco Signorelli, pittore italiano
- Thomas St. Lawrence, giudice irlandese (n. 1480)
- Uberto Strozzi, letterato italiano (n. 1504)
- Juan Valiente,  spagnolo
- Gabriel de Luetz, diplomatico francese
- André de Montalembert, militare francese (n. 1483)
- Francisco de Montejo, esploratore e condottiero spagnolo (n. 1479)
- Lucrezia di Lorenzo de' Medici, nobildonna italiana (n. 1470)
- Filippo di Lannoy, principe di Sulmona, nobile e militare italiano (n. 1514)

## Calendario
| Calendario 1553 | Calendario 1553 | Calendario 1553 | Calendario 1553 | Calendario 1553 | Calendario 1553 | Calendario 1553 | Calendario 1553 | Calendario 1553 | Calendario 1553 | Calendario 1553 | Calendario 1553 | Calendario 1553 | Calendario 1553 | Calendario 1553 | Calendario 1553 | Calendario 1553 | Calendario 1553 | Calendario 1553 | Calendario 1553 | Calendario 1553 | Calendario 1553 | Calendario 1553 | Calendario 1553 | Calendario 1553 | Calendario 1553 | Calendario 1553 | Calendario 1553 | Calendario 1553 | Calendario 1553 | Calendario 1553 | Calendario 1553 | Calendario 1553 |
| --------------- | --------------- | --------------- | --------------- | --------------- | --------------- | --------------- | --------------- | --------------- | --------------- | --------------- | --------------- | --------------- | --------------- | --------------- | --------------- | --------------- | --------------- | --------------- | --------------- | --------------- | --------------- | --------------- | --------------- | --------------- | --------------- | --------------- | --------------- | --------------- | --------------- | --------------- | --------------- | --------------- |
|                 | 1               | 2               | 3               | 4               | 5               | 6               | 7               | 8               | 9               | 10              | 11              | 12              | 13              | 14              | 15              | 16              | 17              | 18              | 19              | 20              | 21              | 22              | 23              | 24              | 25              | 26              | 27              | 28              | 29              | 30              | 31              |                 |
| Gennaio         | Do              | Lu              | Ma              | Me              | Gi              | Ve              | Sa              | Do              | Lu              | Ma              | Me              | Gi              | Ve              | Sa              | Do              | Lu              | Ma              | Me              | Gi              | Ve              | Sa              | Do              | Lu              | Ma              | Me              | Gi              | Ve              | Sa              | Do              | Lu              | Ma              |                 |
| Febbraio        | Me              | Gi              | Ve              | Sa              | Do              | Lu              | Ma              | Me              | Gi              | Ve              | Sa              | Do              | Lu              | Ma              | Me              | Gi              | Ve              | Sa              | Do              | Lu              | Ma              | Me              | Gi              | Ve              | Sa              | Do              | Lu              | Ma              |                 |                 |                 |                 |
| Marzo           | Me              | Gi              | Ve              | Sa              | Do              | Lu              | Ma              | Me              | Gi              | Ve              | Sa              | Do              | Lu              | Ma              | Me              | Gi              | Ve              | Sa              | Do              | Lu              | Ma              | Me              | Gi              | Ve              | Sa              | Do              | Lu              | Ma              | Me              | Gi              | Ve              |                 |
| Aprile          | Sa              | Do              | Lu              | Ma              | Me              | Gi              | Ve              | Sa              | Do              | Lu              | Ma              | Me              | Gi              | Ve              | Sa              | Do              | Lu              | Ma              | Me              | Gi              | Ve              | Sa              | Do              | Lu              | Ma              | Me              | Gi              | Ve              | Sa              | Do              |                 |                 |
| Maggio          | Lu              | Ma              | Me              | Gi              | Ve              | Sa              | Do              | Lu              | Ma              | Me              | Gi              | Ve              | Sa              | Do              | Lu              | Ma              | Me              | Gi              | Ve              | Sa              | Do              | Lu              | Ma              | Me              | Gi              | Ve              | Sa              | Do              | Lu              | Ma              | Me              |                 |
| Giugno          | Gi              | Ve              | Sa              | Do              | Lu              | Ma              | Me              | Gi              | Ve              | Sa              | Do              | Lu              | Ma              | Me              | Gi              | Ve              | Sa              | Do              | Lu              | Ma              | Me              | Gi              | Ve              | Sa              | Do              | Lu              | Ma              | Me              | Gi              | Ve              |                 |                 |
| Luglio          | Sa              | Do              | Lu              | Ma              | Me              | Gi              | Ve              | Sa              | Do              | Lu              | Ma              | Me              | Gi              | Ve              | Sa              | Do              | Lu              | Ma              | Me              | Gi              | Ve              | Sa              | Do              | Lu              | Ma              | Me              | Gi              | Ve              | Sa              | Do              | Lu              |                 |
| Agosto          | Ma              | Me              | Gi              | Ve              | Sa              | Do              | Lu              | Ma              | Me              | Gi              | Ve              | Sa              | Do              | Lu              | Ma              | Me              | Gi              | Ve              | Sa              | Do              | Lu              | Ma              | Me              | Gi              | Ve              | Sa              | Do              | Lu              | Ma              | Me              | Gi              |                 |
| Settembre       | Ve              | Sa              | Do              | Lu              | Ma              | Me              | Gi              | Ve              | Sa              | Do              | Lu              | Ma              | Me              | Gi              | Ve              | Sa              | Do              | Lu              | Ma              | Me              | Gi              | Ve              | Sa              | Do              | Lu              | Ma              | Me              | Gi              | Ve              | Sa              |                 |                 |
| Ottobre         | Do              | Lu              | Ma              | Me              | Gi              | Ve              | Sa              | Do              | Lu              | Ma              | Me              | Gi              | Ve              | Sa              | Do              | Lu              | Ma              | Me              | Gi              | Ve              | Sa              | Do              | Lu              | Ma              | Me              | Gi              | Ve              | Sa              | Do              | Lu              | Ma              |                 |
| Novembre        | Me              | Gi              | Ve              | Sa              | Do              | Lu              | Ma              | Me              | Gi              | Ve              | Sa              | Do              | Lu              | Ma              | Me              | Gi              | Ve              | Sa              | Do              | Lu              | Ma              | Me              | Gi              | Ve              | Sa              | Do              | Lu              | Ma              | Me              | Gi              |                 |                 |
| Dicembre        | Ve              | Sa              | Do              | Lu              | Ma              | Me              | Gi              | Ve              | Sa              | Do              | Lu              | Ma              | Me              | Gi              | Ve              | Sa              | Do              | Lu              | Ma              | Me              | Gi              | Ve              | Sa              | Do              | Lu              | Ma              | Me              | Gi              | Ve              | Sa              | Do              |                 |